# Ковзанярський спорт на зимових Олімпійських іграх 1964
Змагання з ковзанярського спорту на зимових Олімпійських іграх 1964 проходили в Інсбруку на висоті 524 м над рівнем моря на спеціально до цих ігор збудованому «Olympia Eisstadion» з штучним льодом, хоча стадіон був відкритий вітрам та опадам, як і всі ковзанки на той час.
Змагання пройшли з 30 січня по 2 лютого у жінок, та з 4 по 7 лютого у чоловіків.
У рамках змагань було розіграно 8 комплектів нагород. У змаганнях взяли участь 134 спортсмена (91 чоловік і 43 жінки) з 22 країн.
У жінок всі чотири дистанції виграла Лідія Скобликова, яка за рік до Олімпіади стала чемпіонкою світу в класичному багатоборстві, також вигравши усі чотири дистанції. На дистанції 500 м у чоловіків зразу три спортсмена показали другий час. На дистанції 500 м у жінок увесь п'єдестал був радянським, на дистанції 5000 м у чоловіків — норвезьким.

## Розклад
| День   | Дата     | Змагання                 |
| ------ | -------- | ------------------------ |
| День 1 | 30 січня | 500 метрів (жінки)       |
| День 2 | 31 січня | 1500 метрів (жінки)      |
| День 3 | 1 лютого | 1000 метрів (жінки)      |
| День 4 | 2 лютого | 3000 метрів (жінки)      |
| День 6 | 4 лютого | 500 метрів (чоловіки)    |
| День 7 | 5 лютого | 5000 метрів (чоловіки)   |
| День 8 | 6 лютого | 1500 метрів (чоловіки)   |
| День 9 | 7 лютого | 10 000 метрів (чоловіки) |

## Країни—учасниці
| - - Австрія (7) - Бельгія (1) - Велика Британія (5) - Данія (1) - Італія (2) - Канада (4) - - Монголія (3) - Нідерланди (5) - Норвегія (9) - Об'єднана німецька команда (13) - Південна Корея (4) | - - Північна Корея (9) - Польща (3) - СРСР (16) - США (15) - Угорщина (3) - Фінляндія (10) - Франція (3) - Чехословаччина (2) - Швеція (10) - Швейцарія (3) - Японія (8) |

В дужках вказана кількість спортсменів від країни.

## Таблиця медалей
| Місце | Країна               | Золото | Срібло | Бронза | Загалом |
| ----- | -------------------- | ------ | ------ | ------ | ------- |
| 1     | СРСР (URS)           | 5      | 5      | 2      | 12      |
| 2     | Норвегія (NOR)       | 1      | 3      | 3      | 7       |
| 3     | Швеція (SWE)         | 1      | 0      | 0      | 1       |
| 4     | США (USA)            | 1      | 0      | 0      | 1       |
| 5     | Фінляндія (FIN)      | 0      | 1      | 1      | 2       |
| 6     | Нідерланди (NED)     | 0      | 1      | 0      | 1       |
| 7     | Північна Корея (PRK) | 0      | 1      | 0      | 1       |
|       | Усього               | 8      | 11     | 6      | 25      |

## Чемпіони та медалісти
| Дисципліна             | Золото                     | Срібло                                                              | Бронза                     |
| Чоловіки: 500 метрів   | Террі МакДермотт · США     | Алв Г'єстванг · Норвегія Євген Грішин · СРСР Володимир Орлов · СРСР | —                          |
| Чоловіки: 1500 метрів  | Антс Антсон · СРСР         | Корнеліс Веркерк · Нідерланди                                       | Віллі Гауген · Норвегія    |
| Чоловіки: 5000 метрів  | Кнут Йоганнесен · Норвегія | Пер Івар Мое · Норвегія                                             | Фред Антон Маєр · Норвегія |
| Чоловіки: 10000 метрів | Йонні Нільссон · Швеція    | Фред Антон Маєр · Норвегія                                          | Кнут Йоганнесен · Норвегія |
| Жінки: 500 метрів      | Лідія Скобликова · СРСР    | Ірина Єгорова · СРСР                                                | Тетяна Сидорова · СРСР     |
| Жінки: 1000 м          | Лідія Скобликова · СРСР    | Ірина Єгорова · СРСР                                                | Кайя Мустонен · Фінляндія  |
| Жінки: 1500 метрів     | Лідія Скобликова · СРСР    | Кайя Мустонен · Фінляндія                                           | Берта Колокольцева · СРСР  |
| Жінки: 3000 метрів     | Лідія Скобликова · СРСР    | Ган Піл Хва · КНДР Валентина Стеніна · СРСР                         | —                          |